# Sint-Petruskerk (Braunschweig)
De Sint-Petruskerk (Duits: Petrikirche) werd in de 12e eeuw als vierde parochiekerk van het stadsdeel Altstadt van de Nedersaksische stad Brunswijk gesticht. Als stichter geldt vermoedelijk hertog Hendrik de Leeuw, die de Sint-Petruskerk zou hebben laten bouwen ter vervanging van een kapel die moest wijken voor de bouw van de Brunswijker Dom en gewijd was aan apostelen Petrus en Paulus.

## Geschiedenis
Van de oorspronkelijke romaanse bouw, die in het midden van de 13e eeuw door een stadsbrand verwoest werd, is tegenwoordig weinig overgebleven. Vanaf de jaren 1260 volgde de bouw van een basiliek, waarvan de westelijke toren tegenwoordig nog altijd staat. Een grote stadsbrand in 1290 verwoestte de kerk opnieuw, maar met behulp van talrijke aflaten kon de kerk worden herbouwd als een drieschepige gotische hallenkerk met een koor en een 5/8-koorafsluiting, maar zonder dwarsschip.
Omstreeks 1400 werd een zijkapel aangebouwd, die in 1408 als de Annenkapelle in de annalen voorkomt.
In de kerk stond een veel vereerd beeld van de Heilige Maagd; bisschop Albrecht van Hildesheim beloofde kwijtschelding van straffen voor zonden aan degenen die offerden of voor het beeld baden. Ook bezat de kerk een zweetdoek met het aanschijn van Christus. Degenen die er knielend een Onze Vader of een Ave Maria bad, werd veertig dagen aflaat verleend.
Op zijn laatst kreeg de kerk in het jaar 1459 een orgel en een klok. Een tweede klok werd in het jaar 1655 gegoten.
Op 13 februari 1811 werd de toren van de Petruskerk getroffen door de bliksem. De toren brandde uit en kreeg na het herstel een lantaarn als bekroning. Gedurende de jaren 1888-1891 werd de kerk in neogotische stijl vernieuwd

## Verwoesting van de Petruskerk in de Tweede Wereldoorlog
Tijden de Tweede Wereldoorlog werd de Petruskerk herhaaldelijk door bommen getroffen. De grootste schade werd echter in de nacht van 14 op 15 oktober 1944 aangericht. De toren van de kerk brandde geheel uit en plaatselijk (bij de ingang en het orgel) woedde er brand in de kerk. Het dak boven het koor werd volledig vernield. De Sint-Petrusgemeente verloor in één nacht bovendien bijna alle andere kerkelijke gebouwen. Bijna de gehele omgeving van de kerk was vernietigd en veel gemeenteleden stierven of verloren hun woning.

## Herbouw
Na het einde van de oorlog werd de Petruskerk als verzamelplek gebruikt voor kerkelijke en stedelijke cultuurgoederen. In het jaar 1954 werd begonnen met de herbouw van de kerk. Erediensten vonden tot de herwijding van de kerk in het jaar 1959 in de Sint-Jacobikerk plaats. In september 1954 werd er drie gebrandschilderde ramen van Claus Wallner uit Hamburg geplaatst met voorstellingen van de Openbaring van Johannes. Op 31 oktober 1959, de dag van de reformatie, werd de kerk opnieuw ingewijd.
De toren van de kerk moest het in eerste instantie doen met een nooddak, maar in de jaren 1969-1971 kreeg de toren een met koper bedekte spits met aan de top een weerhaan.

## Interieur[6]
Na de herwijding van de kerk in 1959 werd er gewerkt aan een nieuwe inrichting.
- De kansel en lezenaar werden door de beeldhouwer Hans Fleer vervaardigd.
- Het tussen 1961 en 1964 geplaatste orgel werd door de orgelbouwer Friedrich Weißenborn gebouwd.
- Sinds 1978 bezit de Petruskerk weer een viertal klokken (e´, gis´, h´ en cis´´)[7].
- In het jaar 1530 kreeg de kerk een nog steeds bestaand doopvont; in de Tweede Wereldoorlog werd de voet beschadigd en later gewijzigd hersteld.
- De kansel uit 1625 werd bij de neogotische herinrichting verwijderd; maar een levensgroot beeld van Petrus dat de kuip van de kansel droeg bevindt zich tegenwoordig weer in de kerk.
- Een groot en rijk versierd epitaaf van Heinrich Hartwieg werd met de financiële hulp van diens nazaten in de jaren 1980 gerestaureerd en is tegenwoordig aan de muur van het linker zijschip aangebracht.
- Het na het einde van de Dertigjarige Oorlog door een weduwe geschonken barokke hoogaltaar stond tot de verwoesting van de kerk in het koor. Na de restauratie werd het altaar in het rechter zijschip geplaatst.
- Een 24-armige kroonluchter uit de 17e eeuw hangt in het middenschip en werd in België gemaakt.
- Een barokke crucifix uit 1720 hangt achter de linker achthoekige pijler van de kerk. Het corpus van het crucifix is uit één stuk gesneden. De doodskop en de slang aan de voeten van het kruis symboliseren de overwinning van Christus op de dood en de zonde.